# Гомогентизиновая кислота
Гомогентизиновая кислота (2,5-дигидроксифенилуксусная кислота, по анионной форме — гомогентизат) — ароматическое органическое соединение, двухатомный фенол,  карбоновая кислота с формулой (HO)2C6H3CH2COOH. Промежуточный продукт распада в организме животных и человека ароматических аминокислот — фенилаланина и тирозина.

## Биологическая роль
В природе образуется из п-гидроксифенилпирувата, а также из п-гидроксифенилацетата. У животных является промежуточным соединением в процессе катаболизма аминокислот фенилаланина и тирозина:
Фенилаланин → Тирозин ⇋ п-гидроксифенилпировиноградная кислота → Гомогентизиновая кислота → Малеилацетоуксусная кислота → Фумарилацетоуксусная кислота → Фумаровая кислота + Ацетоуксусная кислота
Гомогентизиновая кислота является предшественником токоферолов, пластохинона.

### Медицина
При наследственном заболевании алкаптонурия, выражающемся в нарушении обмена аминокислот из-за отсутствия оксидазы гомогентизиновой кислоты, метаболизм аминокислот останавливается на стадии образования гомогентизиновой кислоты, которая выводится с мочой.